# Phrurolithus emertoni
Phrurolithus emertoni är en spindelart som beskrevs av Willis J. Gertsch 1935. Phrurolithus emertoni ingår i släktet Phrurolithus och familjen flinkspindlar. Inga underarter finns listade i Catalogue of Life.